# Nghi Lộc (xã)
Nghi Lộc là một xã thuộc tỉnh Nghệ An, Việt Nam. Xã được hình thành trên cơ sở sáp nhập thị trấn Quán Hành và các xã Diên Hoa, Nghi Trung, Nghi Vạn của huyện Nghi Lộc trong đợt Sáp nhập tỉnh thành Việt Nam 2025.

## Địa lý
Xã Nghi Lộc có vị trí địa lý:
- Phía Đông giáp xã Đông Lộc;
- Phía Nam giáp phường Vinh Hưng và phường Vinh Phú;
- Phía Tây giáp xã Hưng Nguyên, xã Yên Trung và xã Thần Lĩnh;
- Phía Bắc giáp xã Trung Lộc.

Xã Nghi Lộc có diện tích tự nhiên 33,31 km².

## Hành chính và tên gọi
Xã Nghi Lộc được thành lập theo Nghị quyết số 1678/NQ-UBTVQH15 của Ủy ban Thường vụ Quốc hội Việt Nam, ban hành ngày 16 tháng 6 năm 2025. Theo đó, sắp xếp toàn bộ diện tích tự nhiên, quy mô dân số của thị trấn Quán Hành và các xã Diên Hoa, Nghi Trung, Nghi Vạn thuộc huyện Nghi Lộc trước đây thành một xã mới có tên gọi là xã Nghi Lộc.
Trước đó, theo Đề án sắp xếp đơn vị hành chính cấp xã tỉnh Nghệ An, xã này là xã Nghi Lộc 1.
Sau sắp xếp xã có diện tích tự nhiên: 33,31 km², quy mô dân số: 46.022 người.